# Honey (chihiroの曲)
「Honey」（ハニー）は、chihiroの楽曲で、デビューシングルとして1999年5月21日にビクターエンタテインメントから発売された。

## 概要
本作は日本のシンガー・ソングライター、桐生千弘がchihiro名義でのデビューシングルであり、唯一のソロシングルでもある。
テレビアニメ『カードキャプターさくら』第2期エンディングテーマに使用された。ジャケットには、同アニメの主人公・木之本桜が描かれている。

## シングル収録内容
| 全作詞・作曲・編曲: chihiro。 |                                |           |            |                    |      |
| #                             | タイトル                       | 作詞      | 作曲・編曲 | 歌                 | 時間 |
| 1.                            | 「Honey」                      | chihiro   | chihiro    | chihiro            | 4:17 |
| 2.                            | 「Honey」(オリジナル･カラオケ) | chihiro   | chihiro    |                    | 4:17 |
| 3.                            | 「Honey」(さくらバージョン)    | chihiro   | chihiro    | 木之本桜（丹下桜） | 4:17 |
| 合計時間:                     | 合計時間:                      | 合計時間: | 12:51      |                    |      |

## 収録アルバム
- カードキャプターさくら オリジナル・サウンドトラック3（1999年6月23日）
- カードキャプターさくら コンプリート・ボーカル・コレクション（2001年2月21日）
- カードキャプターさくら 主題歌コレクション（2001年12月19日）
- CLAMP 15周年記念CD＆DVD BOX CLAMPAZAR～クランパザール～（2005年3月30日）